# خورشیدگرفتگی ۲۸ فوریه ۲۰۴۴
خورشیدگرفتگی ۲۸ فوریه ۲۰۴۴ (به انگلیسی: Solar eclipse of February 28, 2044) یک خورشیدگرفتگی از نوع خورشیدگرفتگی حلقه‌ای است. این خورشیدگرفتگی در تاریخ ۲۸ فوریه ۲۰۴۴ میلادی (‎۹ اسفند ۱۴۲۲ خورشیدی) روی خواهد داد که زمان اوج آن، ساعت ۲۰:۲۴:۴۰ به‌وقت ساعت هماهنگ جهانی است. مدت زمان و طول این خورشیدگرفتگی ۲ دقیقه و ۲۷ ثانیه خواهد بود.